# Opojü-teri
Opojü-teri, également Opoji-teri, est une localité de la paroisse civile de Mavaca dans la municipalité d'Alto Orinoco dans l'État d'Amazonas au Venezuela sur les rives du río Guayapotove.